# Тракторист
Трактори́ст — рабочая специальность, сферой деятельности которой является управление, обслуживание и ремонт различных видов колёсных тракторов с мощностью двигателя до 110,3 кВт и гусеничных с мощностью двигателя до 25,7 кВт.
Тракторист, управляющий (работающий) на технике с гусеничным движителем, в том числе на гусеничных тракторах, с мощностью двигателя свыше 25,7 кВт и на колёсных тракторах с мощностью двигателя 110,3 кВт и более, называется трактористом-машинистом.

## Подготовка трактористов (трактористов-машинистов)
В профессиональных училищах, лицеях и учебных комбинатах (школах) осуществляется подготовка кадров согласно стандартам, установленным Министерством Образования РФ. По окончании учёбы выдается свидетельство об окончании учебного заведения. Удостоверение тракториста-машиниста (тракториста), дающее право на управление, выдается Гостехнадзором после успешной сдачи квалификационного экзамена.
Существующие категории:
А I — Внедорожные мототранспортные средства;
А II — Внедорожные автотранспортные средства, разрешенная максимальная масса которых не превышает 3500 килограммов и число сидячих мест которых, помимо сиденья водителя, не превышает восьми;
А III — Внедорожные автотранспортные средства, разрешенная максимальная масса которых превышает 3500 килограммов (за исключением относящихся к категории «А IV»);
А IV — Внедорожные автотранспортные средства, предназначенные для перевозки пассажиров и имеющие, помимо сиденья водителя, более восьми сидячих мест;
В — Гусеничные и колесные машины с двигателем мощностью до 25,7 кВт;
С — Колесные машины с двигателем мощностью от 25,7 кВт до 110,3 кВт;
D — Колесные машины с двигателем мощностью свыше 110,3 кВт;
E — Гусеничные машины с двигателем мощностью свыше 25,7 кВт;
F — Самоходные сельскохозяйственные машины.

В графе «Особые отметки» производятся разрешительные, ограничительные и информационные отметки (о квалификациях, например: машинист экскаватора, водитель погрузчика, об управлении в очках, стаж, группа крови и др.).  Основанием для внесения в удостоверение записи в особые отметки служат документы об обучении по профессии, а именно свидетельство о профессии рабочего. Запись не является основанием для приёма на работу. Таким основанием является свидетельство о профессии рабочего должности служащего с соответствующим разрядом. 
Тракторист, обученный и достаточно опытный для ремонта сельскохозяйственной техники, может работать механизатором. Лиц, профессионально работающих на промышленных и строительных тракторах (бульдозеры, трубоукладчики) называют машинистами (соответственно машинист бульдозера, машинист трубоукладчика). Также только трактористы (трактористы-машинисты) имеют право работать механиками-водителями, после дополнительной подготовки.

## Трудовые обязанности

### тракториста
Наиболее распространенный спектр задач тракториста: пахота земель сельскохозяйственного назначения, расчистка снега, заготовка кормов, рытье траншей, перевозка грузов на тракторе с прицепом, очистка территории. В обязанности тракториста также входит поддержание трактора и навесных орудий в исправном состоянии.

## Условия труда
Профессия тракториста зачастую связана с профессиональными заболеваниями (в основном на производствах, где применяются трактора низкого технического уровня).

## Известные трактористы
- Прасковья Ангелина — знаменитая участница стахановского движения в годы первых пятилеток.
- Ольга Ковалёва — одна из первых женщин-трактористов, одна из первых женщин-сталеваров, участница Сталинградской битвы.
- Абомс Андрис Робертович — советский тракторист, Герой Социалистического Труда.

## Трактористы в произведениях культуры
Профессия тракториста неоднократно освещалась в произведениях культуры:
в фильмах
- «Трактористы» — фильм, 1939 г.;
- «Ссора в Лукашах» — фильм, 1959 г.;
- «Ход конём» — фильм, 1962 г.;
- «Трактористы 2» — фильм, 1992 г.

в песнях
- «Прокати нас, Петруша, на тракторе» (Музыка В. Захарова. Слова И. Молчанова.);
- «Плуги-Вуги» (группа Сектор газа).